# G8
El Grupo de los Ocho, más conocido por el numerónimo G8, fue un foro y grupo de países los cuales eran las economías más industrializadas del planeta. El grupo estuvo formado por Alemania, Canadá, Estados Unidos, Francia, Italia, Japón, Reino Unido y Rusia (expulsada por la crisis de Crimea). Además, la Unión Europea tenía representación política permanente, como miembro de facto del grupo. Este foro ha sido sustituido por el G7.
Participaban como observadores Comunidad de Estados Independientes, Mancomunidad de Naciones, Liga Árabe y República Popular China.[cita requerida]

## Evolución

### Grupo de los Seis
Aunque los orígenes del G8 se sitúan en marzo de 1973 con la reunión de Estados Unidos, Japón, Alemania, Francia y el Reino Unido a petición de George Shultz; la 1.ª Cumbre del G6 no se produce hasta 1975 en Rambouillet, Francia. Participaron en ella seis países: Estados Unidos, Japón, Alemania, Italia, Francia y el Reino Unido.

### Grupo de los Siete
En 1976 el Grupo pasó a ser de 7 miembros con la incorporación de Canadá, en San Juan, Puerto Rico, formándose el G-7.

### Grupo de los Siete más Rusia
En junio de 1997, en Denver (Colorado, Estados Unidos), ocurrió la reunión de líderes bautizada como "Cumbre de los Ocho" pues Rusia asistía por primera vez en calidad de socio y no como observador, como venía haciendo hasta entonces, aunque tampoco como miembro de pleno derecho. Rusia, a pesar de pertenecer al grupo, estuvo muchos años marginada en los debates económicos y financieros del G8, al no pertenecer a la Organización Mundial del Comercio (OMC) hasta 2012 por sus discrepancias con Estados Unidos, único país con el que Rusia aún no ha concluido las negociaciones comerciales bilaterales para acceder a la organización multilateral, integrada por más de 150 países.
A partir de 1998, con la integración de Rusia por razones políticas y no económicas, se denominó G7 más Rusia o G7+1. De hecho, Rusia tiene un peso económico insignificante.

### Grupo de los Ocho
En la Cumbre de Kananaskis (Canadá, 2002), se admite a Rusia como miembro de pleno derecho. Como consecuencia, se conforma el G8.

### Exclusión provisional de Rusia
En marzo de 2014, y a raíz de la tensión provocada entre las principales potencias occidentales y Rusia por la declaración de independencia de Crimea de Ucrania y su posterior anexión a la Federación de Rusia, los antiguos miembros del G7 acordaron boicotear el encuentro previsto en Sochi (Rusia) y reunirse alternativamente en Bruselas, declarando que no habría más encuentros con Rusia en el contexto del G8 hasta nuevo aviso. Sin embargo, y en todo caso, no se trata de una suspensión de pertenencia o una expulsión como tal, dado que el G8 es un club informal que carece de estatutos.

## Características

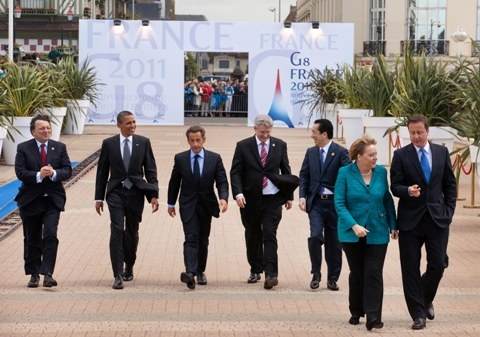
Los mandatarios en la 37.ª Cumbre del G8 en Deauville, Francia (2011).

La pertenencia al grupo no se basa en un criterio objetivo, sino meramente político, ya que no son ni los ocho países más industrializados (ni en peso del sector industrial en el PIB total ni PIB industrial neto), ni los que muestran índices de desarrollo humano más alto, ni los de mayor renta por cápita, ni aquellos con un mayor producto interior bruto (en el 2013 el conjunto del G8 representaba apenas el 40 % del PIB mundial frente al 75 % del G20). En todo caso, la pertenencia no sigue criterios democráticos mundiales.
Los representantes de estos ocho países se reúnen anualmente en lugares pertenecientes a alguno de los miembros en la llamada Cumbre del G8. La finalidad de estas reuniones es analizar el estado de la política y las economías internacionales e intentar unificar posiciones respecto a las decisiones que se toman en torno al sistema económico y político mundial. A lo largo del año, los ministros de economía, comercio, relaciones exteriores, medio ambiente, trabajo, etc., se encuentran para ir preparando la Cumbre anual, acercando posiciones y negociando consensos.

## Influencia
El G8 ha ido buscando soluciones y estrategias comunes para hacer frente a los problemas detectados, en función siempre de los intereses propios.
El G8 no tiene formalmente capacidad para implementar las políticas que diseña. Para conseguir ejecutar sus iniciativas, el G8 cuenta con el poder de sus países miembros en las instituciones internacionales como el Consejo de Seguridad de las Naciones Unidas, el Banco Mundial, el FMI o la OMC. De hecho, de los cinco miembros permanentes (con derecho a veto) del Consejo de Seguridad de las Naciones Unidas, cuatro son miembros del G8, y en el marco del Banco Mundial y el FMI los países del G8 acumulan más del 44 % de los votos. En las negociaciones en el marco de la OMC, los países del G8 también acostumbran a funcionar como un bloque formado por la UE, Japón, Estados Unidos y Canadá. Sin embargo, la paulatina pérdida de peso de Occidente en la economía mundial y la creciente influencia de potencias emergentes como China han conllevado una pérdida constante de poder y representatividad real del G8, una tendencia que se espera que se agrave en los próximos años.
A pesar de la relevancia de estas cumbres, las discusiones del G8 no son abiertas. No existe transcripción de las mismas y los documentos preparatorios, aun siendo elaborados por funcionarios públicos de los países miembros, son generalmente también secretos y muy raramente salen a la luz pública. Los únicos documentos totalmente públicos son las declaraciones finales.

## Cumbres del G8
La cumbre anual de líderes del G8 reúne a los jefes de Estado o gobierno de las ocho potencias industrializadas más importantes. Debido a ello, es un evento político internacional de primera magnitud que tiene gran repercusión en los medios de comunicación. El país miembro que ostenta la presidencia rotatoria anual es el encargado de organizar la cumbre en algún lugar de su país. Generalmente la cumbre se desarrolla a lo largo de tres días a mitad de año.

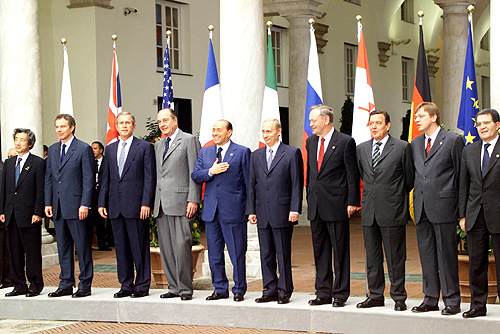
27.ª Cumbre del G8 llevada a cabo en Italia.

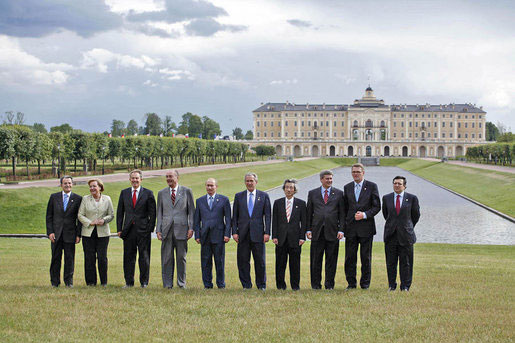
Vladímir Putin anfitrión de la Cumbre del G8 realizada en 2006 en Rusia.

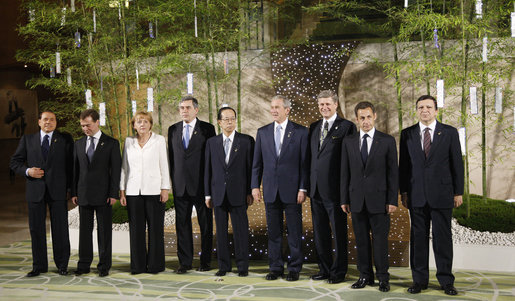
Líderes del G8 durante la 34.ª cumbre, celebrada en Hokkaidō, Japón. 7 de julio de 2008.

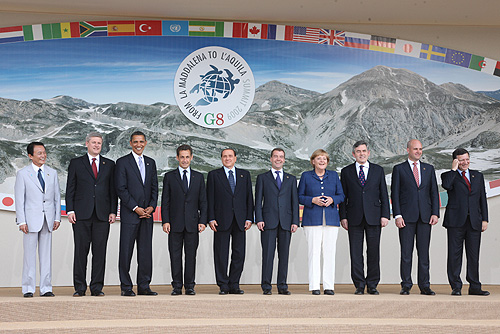
35.ª Cumbre llevada a cabo en julio de 2009 en L'Aquila, Italia.

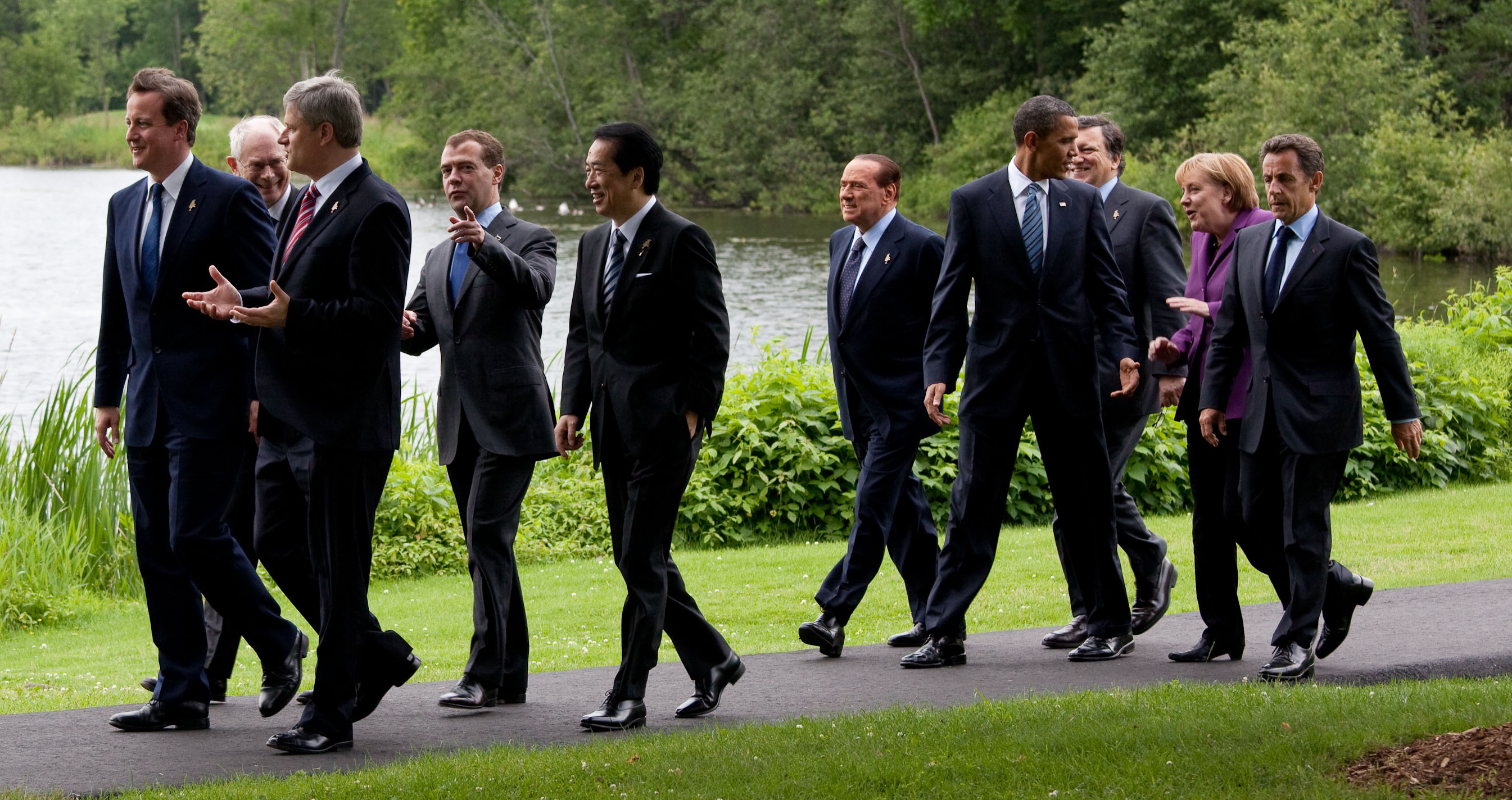
Los jefes de Estado en la Cumbre del G8 realizada en 2010 en Canadá.

| Edición | Fecha                                                           | País anfitrión | Mandatario anfitrión     | Sede de la cumbre          | Sitio web                                            |
| ------- | --------------------------------------------------------------- | -------------- | ------------------------ | -------------------------- | ---------------------------------------------------- |
| 1.ª     | 15-17 de noviembre (1975)                                       | Francia        | Valéry Giscard d'Estaing | Rambouillet                |                                                      |
| 2.ª     | 27-28 de junio (1976)                                           | Estados Unidos | Gerald Ford              | San Juan, Puerto Rico      |                                                      |
| 3.ª     | 7-8 de mayo (1977)                                              | Reino Unido    | James Callaghan          | Londres                    |                                                      |
| 4.ª     | 16-17 de julio (1978)                                           | Alemania       | Helmut Schmidt           | Bonn                       |                                                      |
| 5.ª     | 28-29 de junio (1979)                                           | Japón          | Masayoshi Ohira          | Tokio                      |                                                      |
| 6.ª     | 22-23 de junio (1980)                                           | Italia         | Francesco Cossiga        | Venecia                    |                                                      |
| 7.ª     | 20-21 de julio (1981)                                           | Canadá         | Pierre Elliott Trudeau   | Montebello, Quebec         |                                                      |
| 8.ª     | 4-6 de junio (1982)                                             | Francia        | François Mitterrand      | Versalles                  |                                                      |
| 9.ª     | 28-30 de mayo (1983)                                            | Estados Unidos | Ronald Reagan            | Williamsburg, Virginia     |                                                      |
| 10.ª    | 7-9 de junio (1984)                                             | Reino Unido    | Margaret Thatcher        | Londres                    |                                                      |
| 11.ª    | 2-4 de mayo (1985)                                              | Alemania       | Helmut Kohl              | Bonn                       |                                                      |
| 12.ª    | 4-6 de mayo (1986)                                              | Japón          | Yasuhiro Nakasone        | Tokio                      |                                                      |
| 13.ª    | 8-10 de junio (1987)                                            | Italia         | Amintore Fanfani         | Venecia                    |                                                      |
| 14.ª    | 19-21 de junio (1988)                                           | Canadá         | Brian Mulroney           | Toronto                    |                                                      |
| 15.ª    | 14-16 de julio (1989)                                           | Francia        | François Mitterrand      | Grande Arche, París        |                                                      |
| 16.ª    | 9-11 de julio (1990)                                            | Estados Unidos | George H. W. Bush        | Houston, Texas             |                                                      |
| 17.ª    | 15- 17 de julio (1991)                                          | Reino Unido    | John Major               | Londres                    |                                                      |
| 18.ª    | 6-8 de julio (1992)                                             | Alemania       | Helmut Kohl              | Múnich                     |                                                      |
| 19.ª    | 7-9 de julio (1993)                                             | Japón          | Kiichi Miyazawa          | Tokio                      |                                                      |
| 20.ª    | 8-10 de julio (1994)                                            | Italia         | Silvio Berlusconi        | Nápoles                    |                                                      |
| 21.ª    | 15-17 de junio (1995)                                           | Canadá         | Jean Chrétien            | Halifax, Nueva Escocia     |                                                      |
| -       | 19-20 de abril (1996) (cumbre especial sobre seguridad nuclear) | Rusia          | Borís Yeltsin            | Moscú                      |                                                      |
| 22.ª    | 27-29 de junio (1996)                                           | Francia        | Jacques Chirac           | Lyon                       |                                                      |
| 23.ª    | 20-22 de junio (1997)                                           | Estados Unidos | Bill Clinton             | Denver, Colorado           |                                                      |
| 24.ª    | 15-17 de mayo (1998) (primera cumbre como G8)                   | Reino Unido    | Tony Blair               | Birmingham                 | (archivo)                                            |
| 25.ª    | 18-20 de junio (1999)                                           | Alemania       | Gerhard Schröder         | Colonia                    |                                                      |
| 26.ª    | 21-23 de julio (2000)                                           | Japón          | Yoshirō Mori             | Okinawa                    |                                                      |
| 27.ª    | 20-22 de julio (2001)                                           | Italia         | Silvio Berlusconi        | Génova                     |                                                      |
| 28.ª    | 26-27 de junio (2002)                                           | Canadá         | Jean Chrétien            | Kananaskis, Alberta        |                                                      |
| 29.ª    | 2-3 de junio (2003)                                             | Francia        | Jacques Chirac           | Évian-les-Bains            |                                                      |
| 30.ª    | 8-10 de junio (2004)                                            | Estados Unidos | George W. Bush           | Sea Island, Georgia        |                                                      |
| 31.ª    | 6-8 de julio (2005)                                             | Reino Unido    | Tony Blair               | Gleneagles, Escocia        |                                                      |
| 32.ª    | 15-17 de julio (2006)                                           | Rusia          | Vladímir Putin           | Strelna, San Petersburgo   | Archivado el 21 de abril de 2015 en Wayback Machine. |
| 33.ª    | 6-8 de junio (2007)                                             | Alemania       | Angela Merkel            | Heiligendamm, Mecklenburgo |                                                      |
| 34.ª    | 7-9 de julio (2008)                                             | Japón          | Yasuo Fukuda             | Tōyako, Hokkaidō           |                                                      |
| 35.ª    | 8-10 de julio (2009)                                            | Italia         | Silvio Berlusconi        | L'Aquila                   |                                                      |
| 36.ª    | 25-26 de junio (2010)                                           | Canadá         | Stephen Harper           | Muskoka                    |                                                      |
| 37.ª    | 25-26 de mayo (2011)                                            | Francia        | Nicolas Sarkozy          | Deauville                  |                                                      |
| 38.ª    | 18-19 de mayo (2012)                                            | Estados Unidos | Barack Obama             | Camp David                 |                                                      |
| 39.ª    | 17-18 de junio (2013)                                           | Reino Unido    | David Cameron            | Enniskillen                |                                                      |
| 40.ª    | 2014                                                            | Rusia          | Vladímir Putin           | Sochi                      | Suspendida por la crisis de Crimea.                  |
| 40.ª    | 2014                                                            | Unión Europea  | Unión Europea            | Bruselas                   | Reunión sin presencia de Rusia.                      |
| 41.ª    | 2015                                                            | Alemania       | Angela Merkel            | Baviera                    |                                                      |
| 42.ª    | 2016                                                            | Japón          | Shinzo Abe               | Kashiko, Mie               |                                                      |
| 43.ª    | 2017                                                            | Italia         | Paolo Gentiloni          | Taormina, Sicilia          |                                                      |
| 44.ª    | 2018                                                            | Canadá         | Justin Trudeau           | Charlevoix, Quebec         |                                                      |
| 45.ª    | 2019                                                            | Francia        | Emmanuel Macron          | Biarritz                   |                                                      |